# Penseelparasolvogel
De penseelparasolvogel (Cephalopterus glabricollis) is de op een na grootste zangvogel uit de familie Cotingidae (Cotinga's). Het is een bedreigde vogelsoort uit Costa Rica en westelijk Panama.

## Kenmerken
Het mannetje is 41 cm lang en weegt gemiddeld 450 g, het vrouwtje is 36 cm lang en weegt 320 g. Het is een opvallende, kraai-achtige, overwegend zwarte vogel met een lange kuif en grote snavel. Het mannetje is zwart met een naar voren buigende kuif, die de snavel geheel kan bedekken, maar in vlucht naar achter buigt. Dan is er een scharlaken rood gekleurde keelzak die kan worden opgeblazen. In deze keelzak zit een langwerpige uitstulping die aan het eind bevederd (eerder "behaard") is en daarom op een penseel lijkt. Het vrouwtje is kleiner, dof zwart gekleurd, de kuif is korter en alleen bij de nek is er een stukje roodgekleurde naakte huid.

## Verspreiding en leefgebied
Deze soort broedt in substropisch regenwoud op 800 tot 2100 m boven zeeniveau in Costa Rica en het westen van Panama. Buiten de broedtijd leeft de vogel in lager gelegen bos op hoogten tussen 100 en 500 m.

## Status
De penseelparasolvogel heeft een beperkt verspreidingsgebied en daardoor is de kans op uitsterven aanwezig. De grootte van de populatie werd in 2021 door BirdLife International geschat op 1900 tot 7100 volwassen individuen en de populatie-aantallen nemen af. Het leefgebied wordt aangetast door ontbossing waarbij natuurlijk bos wordt omgezet in gebied voor agrarisch gebruik zoals plantages met bananen en ananas en beweiding met rundvee, vooral in het laagland waar de vogel buiten de broedtijd verblijft. Om deze redenen staat deze soort als bedreigd op de Rode Lijst van de IUCN.

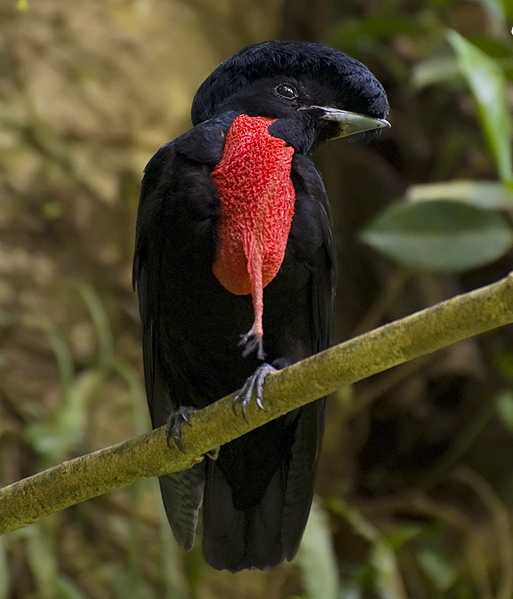
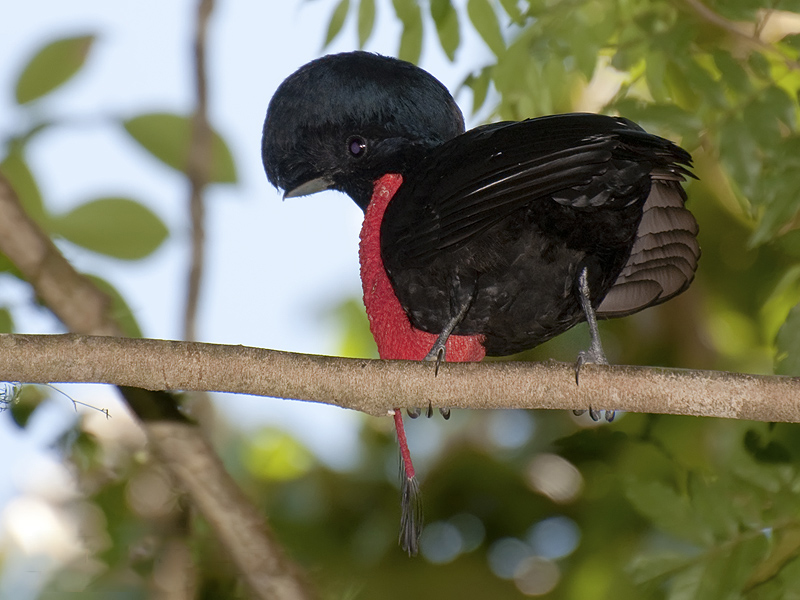